# Justina Machado
Justina Machado (ur. 6 września 1972 w Chicago) – amerykańska aktorka telewizyjna i aktorka filmowa pochodzenia portorykańskiego, najlepiej znana z serialu telewizyjnego Sześć stóp pod ziemią.
Jej rodzice przeprowadzili się do Chicago i tu się pobrali, czego owocem była dwójka dzieci. Szybko się rozwiedli, a jej matka ma także troje dzieci z innym mężczyzną. Machado była bardzo aktywna w teatrze, grała w wielu przedstawieniach szkolnych. W 1986 dołączyła do Latynoskiego Teatru w Chicago. W 1990 ukończyła studia w Lane Tech i przeprowadziła się do Nowego Jorku. Wcześniejsze doświadczenia pomogły jej w karierze, dostała propozycję jako profesjonalna aktorka w Los Angeles. Jej dwiema pierwszymi rolami były: Elsa w serialu Nowojorscy gliniarze w odcinku 311, druga jako Val Cho w telewizyjnym filmie Nie każdy może powiedzieć.
W 2001 dołączyła do obsady Sześć stóp pod ziemią, gdzie grała rolę Vanessy Diaz, pojawiała się regularnie w serialu. Otrzymała nagrodę Screen Actors Guild Award. Grała także jedną z głównych ról w Poszukiwani, a także w wielu innych serialach, m.in. w Malcolm i Eddy oraz w amerykańskiej wersji Brzyduli Betty. W 2015 roku pojawiła się gościnnie w serialu Pokojówki z Beverly Hills jako Reina, siostra jednej z głównych bohaterek.

## Wybrana filmografia
- Jak jej nie kochać (1997) jako Carmen Rodrigez
- Sticks (2001) jako Maria
- Full Frontal (2002) jako przyjaciółka Lindy
- Oszukać przeznaczenie 2 (2003) jako Isabella Hudson
- Little Fugitive (2006) jako Natalia
- Przypadkowy mąż (2007) jako Sofia
- Chyba kocham swoją żonę (2007) jako sanitariuszka
- Gotowe na wszystko (2012) jako Claudia Sanchez
- One day at a time (2017–2020) jako Penelope Alvarez